# Wijken en buurten in Arnhem

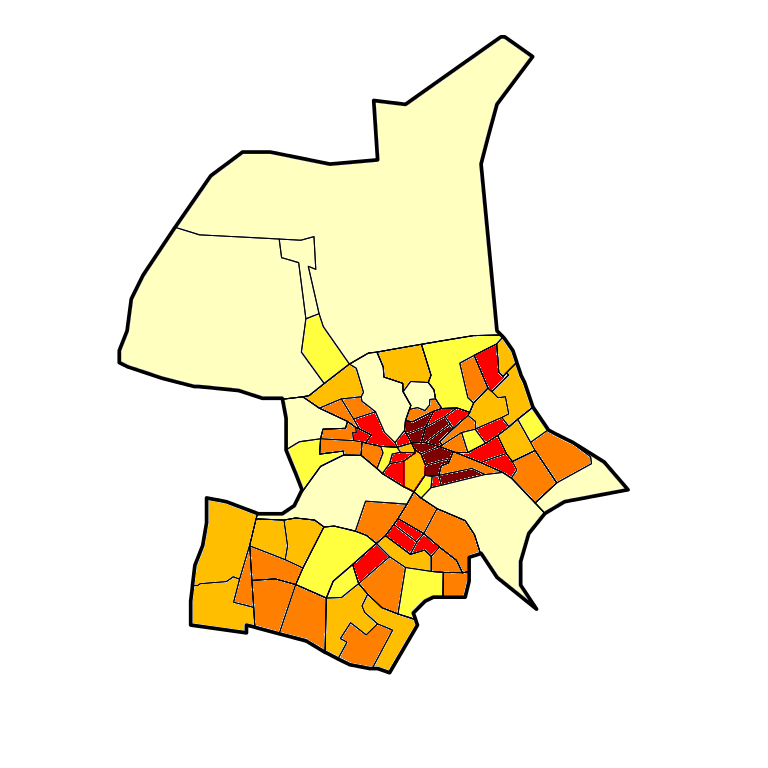
Kaart van Arnhem met de bevolkingsdichtheid per buurt.
>10.000 /km²
6000–10.000 /km²
4000–6000 /km²
2000–4000 /km²
500–2000/km²
<500 /km²

De Nederlandse gemeente Arnhem is voor statistische doeleinden onderverdeeld in wijken en buurten. De gemeente is verdeeld in de volgende statistische wijken:
- Wijk 01 Centrum (CBS-wijkcode:020201)
- Wijk 02 Spijkerkwartier (CBS-wijkcode:020202)
- Wijk 03 Arnhemse Broek (CBS-wijkcode:020203)
- Wijk 04 Presikhaaf-West (CBS-wijkcode:020204)
- Wijk 05 Presikhaaf-Oost (CBS-wijkcode:020205)
- Wijk 06 St. Marten/Sonsbeek (CBS-wijkcode:020206)
- Wijk 07 Klarendal (CBS-wijkcode:020207)
- Wijk 08 Velperweg e.o. (CBS-wijkcode:020208)
- Wijk 09 Alteveer/Cranevelt (CBS-wijkcode:020209)
- Wijk 10 Geitenkamp (CBS-wijkcode:020210)
- Wijk 11 Monnikenhuizen (CBS-wijkcode:020211)
- Wijk 12 Burgemeesterswijk/Hoogkamp (CBS-wijkcode:020212)
- Wijk 13 Schaarsbergen (CBS-wijkcode:020213)
- Wijk 14 Heijenoord/Lombok (CBS-wijkcode:020214)
- Wijk 15 Klingelbeek e.o. (CBS-wijkcode:020215)
- Wijk 16 Malburgen-West (CBS-wijkcode:020216)
- Wijk 17 Malburgen-Oost (Noord)(CBS-wijkcode:020217)
- Wijk 18 Malburgen-Oost (Zuid) (CBS-wijkcode:020218)
- Wijk 19 Vredenburg/Kronenburg (CBS-wijkcode:020219)
- Wijk 20 Elden (CBS-wijkcode:020220)
- Wijk 21 Elderveld (CBS-wijkcode:020221)
- Wijk 22 De Laar (CBS-wijkcode:020222)
- Wijk 23 Rijkerswoerd (CBS-wijkcode:020223)
- Wijk 24 Schuytgraaf (CBS-wijkcode:020224)

Een statistische wijk kan bestaan uit meerdere buurten. Onderstaande tabel geeft de buurtindeling met kentallen volgens het Centraal Bureau voor de Statistiek (2008):
| CBS-buurtcode | Buurtnaam                        | Inwonertal | Opp. totaal (ha) | Opp. land (ha) | Ligging                |
| ------------- | -------------------------------- | ---------- | ---------------- | -------------- | ---------------------- |
| BU02020100    | Markt                            | 1210       | 38               | 35             | Locatie in de gemeente |
| BU02020101    | Weverstraat                      | 1510       | 24               | 18             | Locatie in de gemeente |
| BU02020102    | Rijnstraat                       | 700        | 12               | 12             | Locatie in de gemeente |
| BU02020103    | Janssingel                       | 150        | 7                | 7              | Locatie in de gemeente |
| BU02020104    | Stationsplein                    | 200        | 17               | 15             | Locatie in de gemeente |
| BU02020170    | Utrechtsestraat                  | 730        | 23               | 18             | Locatie in de gemeente |
| BU02020210    | Hommelstraat                     | 1240       | 12               | 12             | Locatie in de gemeente |
| BU02020211    | Spijkerbuurt                     | 2830       | 23               | 23             | Locatie in de gemeente |
| BU02020212    | Boulevardwijk                    | 1510       | 14               | 14             | Locatie in de gemeente |
| BU02020313    | Bij de John Frostbrug            | 140        | 15               | 13             | Locatie in de gemeente |
| BU02020314    | Statenkwartier                   | 2440       | 44               | 44             | Locatie in de gemeente |
| BU02020320    | Arnhemse Broek                   | 2720       | 24               | 24             | Locatie in de gemeente |
| BU02020321    | Van Verschuerbuurt               | 520        | 6                | 6              | Locatie in de gemeente |
| BU02020322    | Industrieterrein                 | 300        | 426              | 354            | Locatie in de gemeente |
| BU02020423    | Presikhaaf I                     | 1850       | 35               | 35             | Locatie in de gemeente |
| BU02020424    | Presikhaaf II                    | 2070       | 26               | 26             | Locatie in de gemeente |
| BU02020425    | Presikhaaf III                   | 4690       | 82               | 82             | Locatie in de gemeente |
| BU02020526    | Over het lange Water             | 4780       | 105              | 105            | Locatie in de gemeente |
| BU02020527    | Elsweide                         | 590        | 35               | 35             | Locatie in de gemeente |
| BU02020528    | Winkelcentrum Presikhaaf         | 940        | 53               | 51             | Locatie in de gemeente |
| BU02020529    | IJsseloord                       | 10         | 150              | 138            | Locatie in de gemeente |
| BU02020630    | Sint Marten                      | 1760       | 12               | 12             | Locatie in de gemeente |
| BU02020631    | Graaf Ottoplein en omgeving      | 2820       | 18               | 18             | Locatie in de gemeente |
| BU02020732    | Klarendal-Zuid                   | 2170       | 14               | 14             | Locatie in de gemeente |
| BU02020733    | Klarendal-Noord                  | 2340       | 19               | 19             | Locatie in de gemeente |
| BU02020734    | Onder de Linden                  | 1260       | 16               | 16             | Locatie in de gemeente |
| BU02020735    | Sint Janskerkstraat en omgeving  | 1190       | 16               | 16             | Locatie in de gemeente |
| BU02020840    | Velperweg-Noord                  | 1160       | 21               | 21             | Locatie in de gemeente |
| BU02020841    | Molenbeke                        | 920        | 21               | 21             | Locatie in de gemeente |
| BU02020842    | Fabrieksterrein Enka             | 160        | 20               | 20             | Locatie in de gemeente |
| BU02020843    | Plattenburg                      | 1830       | 26               | 26             | Locatie in de gemeente |
| BU02020844    | Angerenstein                     | 2090       | 62               | 62             | Locatie in de gemeente |
| BU02020845    | Paasberg                         | 2210       | 75               | 75             | Locatie in de gemeente |
| BU02020950    | Sonsbeek-Noord                   | 930        | 20               | 20             | Locatie in de gemeente |
| BU02020951    | Hazegrietje                      | 120        | 42               | 42             | Locatie in de gemeente |
| BU02020952    | Alteveer-Cranevelt               | 3050       | 102              | 102            | Locatie in de gemeente |
| BU02021053    | Geitenkamp                       | 4190       | 48               | 48             | Locatie in de gemeente |
| BU02021154    | Monnikenhuizen                   | 2120       | 47               | 47             | Locatie in de gemeente |
| BU02021155    | Arnhemse Allee                   | 1020       | 30               | 30             | Locatie in de gemeente |
| BU02021159    | Klarenbeek                       | 370        | 190              | 190            | Locatie in de gemeente |
| BU02021260    | Transvaalbuurt                   | 630        | 8                | 8              | Locatie in de gemeente |
| BU02021261    | Burgemeesterswijk                | 2750       | 46               | 46             | Locatie in de gemeente |
| BU02021262    | Gulden Bodem                     | 1130       | 27               | 27             | Locatie in de gemeente |
| BU02021263    | Sterrenberg                      | 970        | 26               | 26             | Locatie in de gemeente |
| BU02021264    | Hoogkamp                         | 1870       | 80               | 80             | Locatie in de gemeente |
| BU02021269    | Sonsbeek, Zijpendaal             | 30         | 164              | 160            | Locatie in de gemeente |
| BU02021365    | Bakenberg                        | 900        | 111              | 111            | Locatie in de gemeente |
| BU02021366    | Schaarsbergen                    | 220        | 89               | 89             | Locatie in de gemeente |
| BU02021367    | Westelijk van Schaarsbergen      | 460        | 1592             | 1592           | Locatie in de gemeente |
| BU02021368    | Noordoostelijk van Schaarsbergen | 240        | 3284             | 3284           | Locatie in de gemeente |
| BU02021471    | Lombok                           | 1690       | 36               | 33             | Locatie in de gemeente |
| BU02021473    | Brouwerijweg en omgeving         | 1110       | 12               | 12             | Locatie in de gemeente |
| BU02021474    | Heijenoord                       | 1170       | 26               | 26             | Locatie in de gemeente |
| BU02021572    | Klingelbeek                      | 860        | 90               | 75             | Locatie in de gemeente |
| BU02021579    | Het Dorp, Mariëndaal             | 480        | 121              | 121            | Locatie in de gemeente |
| BU02021681    | Meinerswijk en De Praets         | 160        | 346              | 230            | Locatie in de gemeente |
| BU02021682    | Malburgen-West                   | 3550       | 82               | 81             | Locatie in de gemeente |
| BU02021780    | Groene Weide                     | 2290       | 52               | 48             | Locatie in de gemeente |
| BU02021783    | Kamillehof en Bakenhof           | 2790       | 120              | 104            | Locatie in de gemeente |
| BU02021815    | 't Duifje                        | 1610       | 37               | 37             | Locatie in de gemeente |
| BU02021884    | Immerloo I                       | 1240       | 20               | 20             | Locatie in de gemeente |
| BU02021885    | Middelgraaflaan en omgeving      | 1070       | 18               | 18             | Locatie in de gemeente |
| BU02021886    | Zeegsingel en omgeving           | 1880       | 28               | 28             | Locatie in de gemeente |
| BU02021888    | Immerloo II                      | 1960       | 33               | 33             | Locatie in de gemeente |
| BU02021987    | Eimersweide                      | 660        | 56               | 41             | Locatie in de gemeente |
| BU02021989    | Holthuizen                       | 900        | 94               | 68             | Locatie in de gemeente |
| BU02021990    | Kronenburg                       | 2460       | 43               | 43             | Locatie in de gemeente |
| BU02021993    | Vredenburg                       | 4370       | 97               | 96             | Locatie in de gemeente |
| BU02022092    | Elden                            | 2040       | 188              | 183            | Locatie in de gemeente |
| BU02022191    | Elderveld-Zuid                   | 3800       | 73               | 72             | Locatie in de gemeente |
| BU02022194    | Elderveld-Noord                  | 2430       | 73               | 69             | Locatie in de gemeente |
| BU02022197    | Elderhof                         | 3270       | 83               | 78             | Locatie in de gemeente |
| BU02022295    | De Laar-West                     | 6300       | 109              | 108            | Locatie in de gemeente |
| BU02022296    | De Laar-Oost                     | 6540       | 125              | 124            | Locatie in de gemeente |
| BU02022316    | Rijkerswoerd-Oost                | 2760       | 110              | 107            | Locatie in de gemeente |
| BU02022317    | Rijkerswoerd-Midden              | 4840       | 91               | 88             | Locatie in de gemeente |
| BU02022318    | Rijkerswoerd-West                | 4820       | 125              | 125            | Locatie in de gemeente |
| BU02022319    | Overmaat                         | 750        | 38               | 38             | Locatie in de gemeente |
| BU02022447    | Schuytgraaf-Noord                | 1600       | 233              | 223            | Locatie in de gemeente |
| BU02022448    | Schuytgraaf-Centrum              | 0          | 42               | 42             | Locatie in de gemeente |
| BU02022449    | Schuytgraaf-Zuid                 | 2130       | 157              | 157            | Locatie in de gemeente |